# O Welt, ich muss dich lassen
O Welt, ich muss dich lassen (O wereld, ik moet u verlaten) is een koraal dat vooral wordt gezongen in de Lutherse eredienst.
De letterlijke tekst heeft betrekking op iemand die stervende is en zich in vertrouwen aan God overgeeft, maar de tekst kan ook overdrachtelijk geïnterpreteerd worden. 

## Achtergrond
De schrijver van de tekst, die in 1555 te Neurenberg het licht zag, is niet bekend. Het lied wordt gezongen op een melodie van een afscheidslied van Heinrich Isaac (Innsbruck, ich muss dich lassen). Het is deze melodie die door een aantal klassieke componisten werd bewerkt, waaronder Johann Sebastian Bach die de melodie verwerkte in zowel de Matthäus-Passion en de Johannes-Passion, en daarnaast ook nog als koraal (O Welt, sieh hier dein Leben). Het meest bekend is een vertolking door Johannes Brahms. Dit betreft Opus 122, uit 1896, en is een van diens laatste werken.
Op dezelfde melodie wordt ook wel de katholieke hymne O esca viatorum (O, voedsel der pelgrims) gezongen, waarin eveneens Godsverlangen tot uiting komt.

## Tekst
De originele tekst van het lied:
O Welt, ich muß dich lassen,
ich fahr dahin mein Straßen
ins ewig Vaterland.
Mein' Geist will ich aufgeben,
dazu mein' Leib und Leben
legen in Gottes gnädig Hand.
Mein Zeit ist nun vollendet,
der Tod das Leben endet,
Sterben ist mein Gewinn;
kein Bleiben ist auf Erden;
das Ewge muß mir werden,
mit Fried und Freud ich fahr dahin.
Auf Gott steht mein Vertrauen,
sein Antlitz will ich schauen
wahrhaft durch Jesus Christ,
der für mich ist gestorben,
des Vaters Huld erworben
und so mein Mittler worden ist.
In het Nederlands:
O wereld, ik moet u verlaten,
ik ga mijn weg
naar het eeuwige vaderland.
Ik wil mijn geest,
en ook mijn lichaam en leven
in Gods genadige hand leggen.
Mijn tijd is nu voltooid.
De dood beëindigt het leven,
Sterven is mijn winst;
Op aarde kan ik niet langer verblijven;
het eeuwige moet mijn deel worden,
in vrede en vreugde reis ik daarheen.
In God stel ik mijn vertrouwen,
zijn aangezicht zal ik aanschouwen 
waarlijk door Jezus Christus,
die voor me is gestorven,
en daarvoor de hulde van de Vader heeft verworven
en aldus mijn middelaar is geworden.